# Marcus Centenius Penula
Marcus Centenius Penula – centurion wojska rzymskiego w czasie II wojny punickiej. Wyruszył przeciw Hannibalowi na czele 8 tysięcy żołnierzy i został przez niego pobity w roku 212 p.n.e. w bitwie nad rzeką Silarus w Lukanii.